# Gametrak
Gametrak es una marca de sistemas de controlador de videojuegos tridimensionales basados en el seguimiento de la posición, diseñado para plataformas de videojuegos domésticos como videoconsolas y computadoras personales. El primer Gametrak fue inventado en 2000 por Elliott Myers, quien desarrolló y guio la gama de periféricos de videojuegos Gamester para Leda Media Products y más tarde Radica Games. Myers fundó la empresa de juegos In2Games en torno a Gametrak en noviembre de 2000.
El hardware principal del Gametrak original es la unidad base, un dispositivo ponderado colocado en el piso frente a la pantalla. La unidad base se comunica con la consola o PC mediante un Universal Serial Bus. y también cuenta con una entrada de pedal adjunta.

## Tecnología
Gametrak utiliza un sistema mecánico patentado para rastrear la posición de los elementos físicos en un espacio tridimensional en tiempo real. La unidad base presenta dos mecanismos idénticos, cada uno de los cuales puede determinar las coordenadas tridimensionales de un elemento asociado en relación con el mecanismo. Cada mecanismo contiene un carrete de cable retráctil y un pequeño brazo guía tubular desde el que sale el cable. El brazo de guía está articulado en una rótula de modo que el brazo y la bola siguen el ángulo en el que el cable se extiende desde el mecanismo. Al final del cable hay un sujetador para conectarse al elemento rastreado.
La distancia del elemento rastreado al mecanismo se determina a través de componentes que miden la rotación del carrete del carrete para el carrete de cable retráctil y calculan cuánto se extiende el cable. A través de la rótula y el brazo de guía, el mecanismo funciona de manera similar a una palanca analógica de gamepad para determinar la dirección angular desde el mecanismo hasta el elemento de la pista. A partir de los datos de distancia y ángulo, se resuelve una posición tridimensional para el elemento. El espaciado y la orientación predeterminados de los mecanismos en la unidad base permiten que los datos de coordenadas recopilados por los dos mecanismos se conviertan en posiciones en un espacio unificado. Según In2Games, los mecanismos pueden determinar la posición "con una precisión de 1 milímetro en cualquier lugar dentro de un cubo de 3 m alrededor de la unidad, sin sobrecarga del procesador ni demora de tiempo".
Al rastrear dos posiciones, es posible rastrear de forma independiente dos objetos diferentes, o la posición y orientación de un solo objeto, como una espada o un bate de béisbol. El Gametrak incluye guantes especiales sin dedos, cada uno con un sujetador a lo largo del borde exterior para sujetar un cable de sujeción, lo que permite que el sistema rastree las dos manos del usuario.
Se planeó incorporar la funcionalidad háptica en futuras revisiones del Gametrak original, en las que las fuerzas de retracción suplementarias en los cables de tensión se aumentarían o disminuirían dinámicamente para simular varios efectos.

## Historia
Según Myers, llegó al concepto básico de Gametrak mientras jugaba con un tendedero retráctil en el baño de un hotel. Mientras tiraba del cable, Myers pensó en combinarlo con un mecanismo de joystick para crear un dispositivo de control 3D. Después de probar el concepto, los desarrolladores trabajaron en una implementación para hacer que el dispositivo sea asequible, preciso y lo suficientemente confiable para un mercado masivo. Myers afirmó que "todo el proceso tardó unos 3 años en hacerse bien".
En enero de 2003, Atomic Planet Entertainment fue confirmado como desarrollador con licencia para Gametrak, desarrollando el título de lanzamiento para el periférico, un videojuego de lucha en primera persona originalmente titulado Dark Wind. En el juego, los jugadores mueven sus manos para golpear, bloquear, esquivar y ejercer magia contra el oponente en pantalla.
En agosto de 2004, unos meses antes del lanzamiento, Gametrak se exhibió en la Games Convention de 2004, donde ganó el premio "Best of GC" al "Producto más innovador". Junto con el renombrado Dark Wind, en la convención In2Games debutó públicamente Real World Golf, un videojuego de simulador de golf desarrollado por Aqua Pacific con el consultor de diseño Jon Hare, y que se lanzará en 2005.
Gametrak fue lanzado para PlayStation 2 el 22 de octubre de 2004 en Europa, incluido con Dark Wind. El juego recibió críticas mixtas, pero llegó a vender alrededor de 60.000 copias. El 26 de agosto de 2005, In2Games lanzó simultáneamente versiones para PlayStation 2 de Real World Golf y Gametrak Versión 2 en Europa. La versión 2 de Gametrak es funcionalmente idéntica a la versión anterior, pero presenta varios refinamientos de diseño.
Real World Golf debutó en el puesto 19 en la clasificación semanal de Chart-Track para títulos de software de PlayStation 2 en el Reino Unido, después de solo dos días de ventas; subiendo al # 6 la próxima semana; y alcanzó su punto máximo en el n.°3 la semana siguiente. Permaneciendo en el top 20 por otras 6 semanas, el juego fue considerado un gran éxito por la compañía. En noviembre de 2005, In2Games anunció que había obtenido financiación y apoyo adicionales y que planeaba expandir Gametrak a nuevas regiones y plataformas. La compañía también reveló planes para más juegos de Gametrak; incluyendo bolos, baloncesto, videojuego de disparos en primera persona y juegos de socialización publicados por ellos mismostítulos; y un juego de béisbol del distribuidor de Gametrak, Mad Catz.
Las versiones para PC de Gametrak y Real World Golf se lanzaron en Europa el 23 de noviembre de 2005. El 11 de abril de 2006, Gametrak se lanzó para PlayStation 2 y Xbox en los Estados Unidos, junto con versiones mejoradas de Real World Golf.
El 25 de agosto de 2006, In2Games lanzó Real World Golf 2007 en Europa para PlayStation 2 y PC, en ese momento se habían vendido más de 300.000 unidades de Gametrak.
Con la creación de sus productos RealPlay y Gametrak Freedom, In2Games ya no se desarrolla para el sistema Gametrak original.

## Libertad de Gametrak
El 20 de octubre de 2006, un sistema Gametrak sin cables de próxima generación, que utiliza una tecnología de seguimiento ultrasónico pendiente de patente, fue revelado en un evento de prensa en Londres bajo el nombre "Gametrak Fusion".
El sistema debía utilizar una unidad base compactable conectada a USB y varias unidades controladoras de RF inalámbricas . La unidad de control estándar iba a ser una varita con cabezales intercambiables con clip para aplicaciones como tenis y golf. También se incluyeron unidades de control personalizadas, como un controlador de bola de boliche. Se mostró un diseño conceptual para un controlador de gamepad con sensor de movimiento inalámbrico de dos piezas que se puede dividir o ensamblar rápidamente.
In2Games posicionó el sistema de control como una alternativa competitiva multiplataforma al Wii Remote, apuntándolo a las plataformas PlayStation 3 y Xbox 360. Originalmente planeado para ser lanzado en verano / otoño de 2007, luego se vinculó al juego Squeeballs, anunciado en GDC 2009 por PDP y desarrollado por Eiconic Games.
El Gametrak Freedom nunca entró en producción comercial después de la etapa de prototipo y se retiró una solicitud de patente en 2012.

## Productos relacionados

### RealPlay
El 17 de agosto de 2007, In2Games anunció RealPlay , una gama de videojuegos para la familia para PlayStation 2 con unidades de control inalámbrico con detección de movimiento similares a las mostradas originalmente para el entonces llamado Gametrak Fusion, pero sin la tecnología de seguimiento ultrasónico. Los controladores RealPlay cuentan con acelerómetros con un rango de detección de escala completa de 5 g. Los primeros cuatro títulos de RealPlay (RealPlay Racing, RealPlay Pool, RealPlay Golf, RealPlay Puzzlesphere) se lanzaron en el Reino Unido el 30 de noviembre de 2007 a un precio minorista de £ 34.99 cada uno (aproximadamente US$72, c.2007), con el lanzamiento de dos títulos adicionales (RealPlay Bowling, RealPlay Tennis) en 2008. La compañía también lanzó los títulos fuera del Reino Unido.